# 成层状高积云
成层状高積云（学名：Altocumulus stratiformis，缩写： Ac str  )，是高积云的一种，也是最常见的高积云云种。成层状高积云通常由成片延展云块组成，这些云块既可是相互分离的，也可是相互汇集的。